# Mangelia tenuicostata
Mangelia tenuicostata é uma espécie de gastrópode do gênero Mangelia, pertencente a família Mangeliidae.